# Cao-Familie
Die Caos waren eine weitverzweigte Sippe, deren berühmtester Vertreter der chinesische Warlord Cao Cao ist.

## Geschichte
Der Stammvater der Familie war Cao Shen. Sein späterer Nachkomme Cao Cao errichtete des Königreich Wei in der chinesischen Zentralebene. Nach seinem Tod setzte sein Sohn Cao Pi den letzten Han-Kaiser ab und erklärte sich selbst zum Kaiser. Aber schon unter seinem Sohn und Nachfolger Cao Rui begann die Macht der Cao-Familie zu Schwinden, während der Einfluss der Sima-Familie bei Hofe immer mehr zunahm. Besonders der Heerführer Sima Yi hatte beträchtliche Ambitionen, und er schwang sich 249 zum Regenten für den minderjährigen Wei-Kaiser Cao Fang auf. Im Jahre 265 stürzte sein Enkel Sima Yan den letzten Wei-Kaiser, Cao Huan, und begründete die Jin-Dynastie. Damit war die Herrschaft der Cao-Familie beendet.
Neben den militärischen und politischen Erfolgen der Cao-Familie entstammten ihr auch literarisch Talentierte: Cao Cao und seine Söhne Cao Pi und Cao Zhi sind bemerkenswerte Poeten.

## Stammliste
- Kaiser der Wei-Dynastie, die aus der Familie Cao hervorgingen, sind fett markiert.

Stammtafel der Wei-Dynastie
- Cao Jie
  - Cao Teng
    - Cao Song (adoptiert)
      - Cao De
      - Cao Cao
        - Cao Ang
          - Cao Wan (曹琬) (adoptiert; eigentlich Sohn von Cao Jun (曹均))
            - Cao Lian (曹廉)

        - Cao Pi
          -  Cao Rui
            - Cao Jiong
            - Cao Mu
            - Cao Yin
            - Cao Shu
            - Cao Fang (adoptiert)
            - Cao Xun (adoptiert)

          - Cao Xie
            - Cao Xun

          - Cao Rui
            - Cao Zan

          - Cao Jian
          - Cao Lin
            - Cao Mao
            - Cao Qi

          - Cao Li
          - Cao Yong
          - Cao Gong
          - Cao Yan
          - Prinzessin Dongxiang

        - Cao Zhang
          - Cao Kai
            - Cao Fang

        - Cao Zhi
          - Cao Zhi

        - Cao Xiong
          - Cao Bing

        - Cao Shuo
          - Cao Qian
          - Cao Yan
            - Cao Song

        - Cao Chong
          - Cao Cong (adoptiert)

        - Cao Ju
          - Cao Cong
          - Cao Fan
            - Cao Chan

        - Cao Yu
          - Cao Huan

        - Cao Jun
          - Cao Ao

        - Cao Gun
          - Cao Fu

        - Cao Xuan
          - Cao Zan
          - Cao Xi
            - Cao Heng

        - Cao Lin
          - Cao Wei
          - Cao Zan
          - Cao Yi
            - Cao Heng

        - Cao Ju
        - Cao Gan
        - Cao Shang
        - Cao Biao
          - Cao Jia

        - Cao Qin
        - Cao Cen
          - Cao Chong

        - Cao Zheng
          - Cao Fan
            - Cao Chan

        - Cao Jing
        - Cao Jun
          - Cao Kang
            - Cao Chen

          - Cao Wan (1)
            - Cao Lian (2)

          - Cao Qian
          - Cao Min
            - Cao Kun
            - Cao Zan

        - Cao Jing
        - Cao Hui
          - Cao Weng
            - Cao Kun

        - Cao Mao
          - Cao Song

        - Cao Xian  (Konkubine von Han Xiandi)
        - Cao Jie (heiratete Han Xiandi)
        - Cao Hua (Konkubine von Han Xiandi)
        - Cao Qinghe (heiratete Xiahou Mao)

      - Qin Shao
        - Cao Zhen
          - Cao Shuang
          - Cao Xi
            - Cao Xun (taucht nur in der Geschichte der Drei Reiche auf)
            - Cao Yan (taucht nur in der Geschichte der Drei Reiche auf)

          - Cao Xun
            - Cao Ze
            - Cao Yan
            - Cao Ai

        - Cao Zun
        - Cao Bin

  - Cao Bao
    - Cao Chi
      - Cao Ren
        - Cao Tai
          - Cao Chu

        - Cao Kai
          - Cao Fang
          - Cao Xun

        - Cao Fan
        - Cao Jie
        - eine Tochter (heiratete Sun Kuang)

      - Cao Chun
        - Cao Yan
          - Cao Liang

    - Cao Ting
      - Cao Hong
        - Cao Fu
        - Cao Zhen

    - Cao Yu

- Cao?
  - Cao?
    - Cao?
      - Cao?
        - Cao Xiu
          - Cao Zhao
            - Cao Xing
              - Cao Ju

          - Cao Zuan

- Cao?
  - Cao?
    - Cao?
      - Cao?
        - Cao Anmin